# Куман, Эрвин
Э́рвин Ку́ман (нидерл. Erwin Koeman; род. 20 сентября 1961, Зандам, Северная Голландия) — нидерландский футболист, защитник и полузащитник, футбольный тренер. Старший брат Рональда Кумана, также известного футболиста и тренера. В качестве игрока выступал в нидерландских клубах «Гронинген» и ПСВ, а также в бельгийском «Мехелене». В составе сборной Нидерландов провёл 31 матч и забил 2 гола, чемпион Европы 1988 года.
С 2008 года по 2010 год в качестве главного тренера возглавлял национальную сборную Венгрии.

## Карьера игрока

### Клубная карьера
Начал профессиональную футбольную карьеру, как и его младший брат Рональд, в «Гронингене». После одного сезона, проведённого в этом клубе, он в 1979 году перешёл в одну из сильнейших команд страны — ПСВ, где играл три года, после чего возвратился в «Гронинген». В 1985 году он стал игроком бельгийского «Мехелена», в составе которого в 1988 году стал обладателем Кубка обладателей кубков, Суперкубка УЕФА и чемпионом Бельгии 1989 года. В 1990 году вернулся в ПСВ, с которым дважды побеждал в чемпионате страны в 1991 и 1992 годах. В 1994 году Эрвин Куман вернулся в свой родной «Гронинген», где и закончил карьеру футболиста в 1998 году, перейдя на тренерскую работу.

### Карьера в сборной
В национальной команде дебютировал 27 апреля 1983 года в проигранном голландцами матче со сборной Швеции (0:3). Всего в составе сборной Нидерландов провёл 31 матч и забил 2 гола. В её составе, вместе со своим братом, Эрвин Куман в 1988 году стал победителем чемпионата Европы, а также участвовал в чемпионате мира 1990 года в Италии. Последнюю игру в футболке «оранжевых» провёл в 1994 году в матче со сборной Туниса (2:2).

## Карьера тренера
После завершения карьеры игрока Куман стал тренером в юношеской команде ПСВ. В октябре 2001 года он стал помощником главного тренера ПСВ Эрика Геретса. В сезоне 2004/05 уже самостоятельно, в качестве главного тренера, работал в клубе «Валвейк», а затем возглавил более сильный «Фейеноорд». В марте 2006 года он продлил свой контракт до лета 2009-го, однако 3 мая 2007 года подал в отставку после неудачного сезона, в котором «Фейеноорд» завершил чемпионат лишь седьмым.
1 мая 2008 года был назначен на пост главного тренера национальной сборной Венгрии. В его дебютном матче венграм удалось одержать победу над действующими на тот момент чемпионами Европы — сборной Греции со счётом 3:2.
1 декабря 2021 года объявил о завершении тренерской карьеры.

## Статистика

### Матчи Кумана за сборную Нидерландов
| Матчи Кумана за сборную Нидерландов | Матчи Кумана за сборную Нидерландов | Матчи Кумана за сборную Нидерландов | Матчи Кумана за сборную Нидерландов | Матчи Кумана за сборную Нидерландов | Матчи Кумана за сборную Нидерландов |
| ----------------------------------- | ----------------------------------- | ----------------------------------- | ----------------------------------- | ----------------------------------- | ----------------------------------- |
| №                                   | Дата                                | Соперник                            | Счёт                                | Голы Кумана                         | Соревнование                        |
| 1                                   | 27 апреля 1983                      | Швеция                              | 0:3                                 | —                                   | Товарищеский матч                   |
| 2                                   | 7 сентября 1983                     | Исландия                            | 3:0                                 | —                                   | Чемпионат Европы 1984 (отбор)       |
| 3                                   | 16 ноября 1983                      | Испания                             | 2:1                                 | —                                   | Чемпионат Европы 1984 (отбор)       |
| 4                                   | 17 декабря 1983                     | Мальта                              | 5:0                                 | —                                   | Чемпионат Европы 1984 (отбор)       |
| 5                                   | 17 октября 1984                     | Венгрия                             | 1:2                                 | —                                   | Чемпионат мира 1986 (отбор)         |
| 6                                   | 27 февраля 1985                     | Кипр                                | 7:1                                 | 1                                   | Чемпионат мира 1986 (отбор)         |
| 7                                   | 1 мая 1985                          | Австрия                             | 1:1                                 | —                                   | Чемпионат мира 1986 (отбор)         |
| 8                                   | 10 сентября 1986                    | Чехословакия                        | 0:1                                 | —                                   | Товарищеский матч                   |
| 9                                   | 24 мая 1988                         | Болгария                            | 1:2                                 | —                                   | Товарищеский матч                   |
| 10                                  | 1 июня 1988                         | Румыния                             | 2:0                                 | —                                   | Товарищеский матч                   |
| 11                                  | 15 июня 1988                        | Англия                              | 3:1                                 | —                                   | Чемпионат Европы 1988               |
| 12                                  | 18 июня 1988                        | Ирландия                            | 1:0                                 | —                                   | Чемпионат Европы 1988               |
| 13                                  | 21 июня 1988                        | ФРГ                                 | 2:1                                 | —                                   | Чемпионат Европы 1988               |
| 14                                  | 25 июня 1988                        | СССР                                | 2:0                                 | —                                   | Чемпионат Европы 1988               |
| 15                                  | 14 сентября 1988                    | Уэльс                               | 1:0                                 | —                                   | Чемпионат мира 1990 (отбор)         |
| 16                                  | 19 октября 1988                     | ФРГ                                 | 0:0                                 | —                                   | Чемпионат мира 1990 (отбор)         |
| 17                                  | 4 января 1989                       | Израиль                             | 2:0                                 | —                                   | Товарищеский матч                   |
| 18                                  | 26 апреля 1989                      | ФРГ                                 | 1:1                                 | —                                   | Чемпионат мира 1990 (отбор)         |
| 19                                  | 31 мая 1989                         | Финляндия                           | 1:0                                 | —                                   | Чемпионат мира 1990 (отбор)         |
| 20                                  | 15 ноября 1989                      | Финляндия                           | 3:0                                 | 1                                   | Чемпионат мира 1990 (отбор)         |
| 21                                  | 21 февраля 1990                     | Италия                              | 0:0                                 | —                                   | Товарищеский матч                   |
| 22                                  | 30 мая 1990                         | Австрия                             | 2:3                                 | —                                   | Товарищеский матч                   |
| 23                                  | 3 июня 1990                         | Югославия                           | 2:0                                 | —                                   | Товарищеский матч                   |
| 24                                  | 12 июня 1990                        | Египет                              | 1:1                                 | —                                   | Чемпионат мира 1990                 |
| 25                                  | 19 декабря 1990                     | Мальта                              | 8:0                                 | —                                   | Чемпионат Европы 1992 (отбор)       |
| 26                                  | 16 октября 1991                     | Португалия                          | 1:0                                 | —                                   | Чемпионат Европы 1992 (отбор)       |
| 27                                  | 4 декабря 1991                      | Греция                              | 2:0                                 | —                                   | Чемпионат Европы 1992 (отбор)       |
| 28                                  | 12 февраля 1992                     | Португалия                          | 0:2                                 | —                                   | Товарищеский матч                   |
| 29                                  | 13 октября 1993                     | Англия                              | 2:0                                 | —                                   | Чемпионат мира 1994 (отбор)         |
| 30                                  | 17 ноября 1993                      | Польша                              | 3:1                                 | —                                   | Чемпионат мира 1994 (отбор)         |
| 31                                  | 19 января 1994                      | Тунис                               | 2:2                                 | —                                   | Товарищеский матч                   |

Итого: 31 матч / 2 гола; 19 побед, 6 ничьих, 6 поражений.

## Достижения
«Мехелен»
- Чемпион Бельгии: 1988/89
- Обладатель Кубка обладателей кубков: 1987/88
- Обладатель Суперкубка УЕФА 1988

ПСВ
- Чемпион Нидерландов (2): 1990/91, 1991/92

Сборная Нидерландов
- Чемпион Европы: 1988